# Station Dercy-Mortiers
Het station Dercy - Mortiers is een voormalig treinstation gelegen op het grondgebied van de gemeenten Mortiers en Dercy, in het departement Aisne in de regio Hauts-de-France. 
Het station ligt aan de lijn van La Plaine naar Hirson en Anor (grens), tussen respecievelijk de stations van Verneuil-sur-Serre (en de voormalige stopplaats Barenton-Cohartille) en Dercy-Froidmont Het was ook het eindpunt van de opgeheven lijn van Versigny naar Dercy-Mortiers. 
Het station is op 30 oktober 1869 in gebruik genomen met de opening van het traject Laon - Vervins door de Compagnie des chemins de fer du Nord.
Treinen stoppen er niet meer. Het reizigersgebouw is nog aanwezig, maar kent een ander gebruik.